# Palpopleura vestita
Palpopleura vestita är en trollsländeart som beskrevs av Jules Pièrre Rambur 1842. Palpopleura vestita ingår i släktet Palpopleura och familjen segeltrollsländor. IUCN kategoriserar arten globalt som livskraftig. Inga underarter finns listade i Catalogue of Life.